# Dactyloctenium
Dactyloctenium és un gènere de plantes de la subfamília de les cloridòidies, família de les poàcies, ordre de les poals, subclasse de les commelínides, classe de les liliòpsides, divisió dels magnoliofitins.

## Taxonomia
- Dactyloctenium aegyptium (L.) Willd.
- Dactyloctenium australe Steud.
- Dactyloctenium capitatum
- Dactyloctenium giganteum L.
- Dactyloctenium gigantheum Fisher et Schweik.
- Dactyloctenium radulans R. Br.
- Dactyloctenium scindicum Boiss.